# مارك راسيل
مارك راسيل (بالإنجليزية: Mark Russell)‏ (22 مارس 1996 في المملكة المتحدة - ) هو لاعب كرة قدم بريطاني في مركز الدفاع. لعب مع نادي غرينوك مورتون.

## وصلات خارجية
- مارك راسيل على موقع قاعدة بيانات كرة القدم.إي يو (الإنجليزية)
- مارك راسيل على موقع Soccerbase.com (لاعب) (الإنجليزية)
- مارك راسيل على موقع Soccerway.com (الإنجليزية)